# Schweiger Antal
Schweiger Antal (Anton Schweiger) (1728. – Tata, 1802. június 13.) magyar szobrászművész, kőfaragó mester.

## Életpályája
Művészetének első állomása Holics volt. 1754–1768 között holicsi fajansz szobrokat készített. 1768–1802 között a tatai Majolikagyárban dolgozott; a Kuny Domokos által vezetett fajanszgyár számára valószínűleg ő mintázta az ún. "rákos tányérokat", rákos tálakat.

## Köztéri művei
- Kálvária-szoborcsoport (Tata, 1770)
- Nepomuki Szent János-szobor (Tata, 1770)
- Immaculata-emlék (Tata, 1784)
- Griffek (Tata, 1801)

## Emlékezete
- 1801-ben a Griffek szobor az angolkert Sport utcai bejáratának nyári lakhoz vezető útját kétoldalt 1-1, mésztufából (édesvízi mészkőből) rakott, 150 cm magas alépítményen fészkelő, 125 cm magas griffmadár őrzi.
- 1959-ben emléktáblát állítottak Tatán az Angolkert Sport utcai kertkapujánál. A kertkapu bal oldali pillérén található egy 30 cm x 40 cm-es, mészkő tábla, a griffekre utaló, vésett felirattal.